# ريتشارد سبنسر
ريتشارد برتراند سبنسر (بالإنجليزية: Richard B. Spencer)‏ (ولد في 11 مايو 1978) هو ناشط أميركي مؤمن بسيادة العرق الأبيض في الولايات المتحدة.
ورئيس مجمع «معهد السياسة الوطنية» ذات التوجه العنصري المناصر لفكرة سيادة البيض، وكذلك رئيس دار نشر «ناشري قمة واشنطن» ذو النزعة القومية البيضاء. يرفض سبنسر الفكرة أنه مؤمن بتفوق العرق الأبيض ويعتبر نفسه عضوا من الحركة الإيدنتتارية.
يعتنق سبنسر أفكار الموقف الثالث، وهو ينتقد بشدة تأثير سياسات رونالد ريغان كما ينتقد الكاتب المحافظ ومؤسس مجلة ناشونال ريفيو ويليام باكلي والرأسمالية والحركة المناهضة للإجهاض والمسيحية، ويعتبرها كلها معادية لهوية العرق الأبيض. يؤمن سببوقامة دولة مستقبلية إلة إثنية للبيض فقط ويطاما يسميه ب بـ«تاًطهير اًعرقي ماًسالم» لحماية العرق الأبيض «المتضهد» ولإيقاف دمار الثقافة الأوروبية.
أشهر سبنسر وآخرون من اليمين المتطرف الأمريكي تسمية «اليمين البديل»، ويعتبره حركة سياسية حول هوية العرق الأبيض. في الأسابيع التي أعقبت الانتخابات الرئاسية الأميركية في 2016 في مؤتمر لمعهد السياسة الوطنية قرأ سبنسر أمام الجمهور اقتباسات عن البروبوغندا النازية وقام بذم اليهود. وبعد خطبته هتف بهتافات نازية معروفة وبعض جمهوره أدى التحية النازية وقاموا بالهتاف معه.
كان سبنسر من المتحدثين في مسيرة «الوحدة اليمينية» في شارلوتسفيل بولاية فرجينيا التي تحولت إلى احتجاجات مما أثار استياءاً في الولايات المتحدة إذ أعلن محافظ الولاية حالة طوارئ، لأن المسيرة والاحتجاجات أدت إلى العديد من الجرحى ومقتل ثلاثة أشخاص. وبعد ذلك ألغيت مشاركاته في أماكن أخرى، حتى أن رفع سبنسر دعوى قضائية ضد جامعة ولاية ميشيغان وهدد سبنسر جامعة فلوريدا بدعوى قضائية أخرى. وتوصل سبنسر إلى اتفاق مع الجامعة لتسمح له بالتحدث في حرم الجامعة في أكتوبر 2017. بضعة أيام قبل حضور سبنسر لخطبته في الجامعة، أعلن محافظ فلوريدا ريك سكوت حالة طوارئ بسبب حضور سبنسر. ومنع سبنسر من دخول المملكة المتحدة منذ 2016 وفي أكتوبر 2017 منع من دخول منطقة شنغن (أيّ مُنع سبنسر من 22 دولة من دول الاتحاد الأوروبي وسويسرا وليختنشتاين وآيسلندا).

## الأنشطة
ما بين مارس وديسمبر 2007، كان سبنسر مساعد محرر في مجلة المحافظ الأمريكي. ووفقا للمحرر المؤسس سكوت ماكونيل طرد سبنسر من المجلة بسبب آرائه المتطرفة جدا. ثم ما بين يناير 2008 وديسمبر 2009، كان سبنسر المحرر التنفيذي في مجلة تاكي.
أسس سبنسر في مارس 2010 موقع AlternativeRight.com وحررها حتى عام 2012. وقد ذُكر أنه هو قد استخدم مصطلح اليمين البديل أولا.

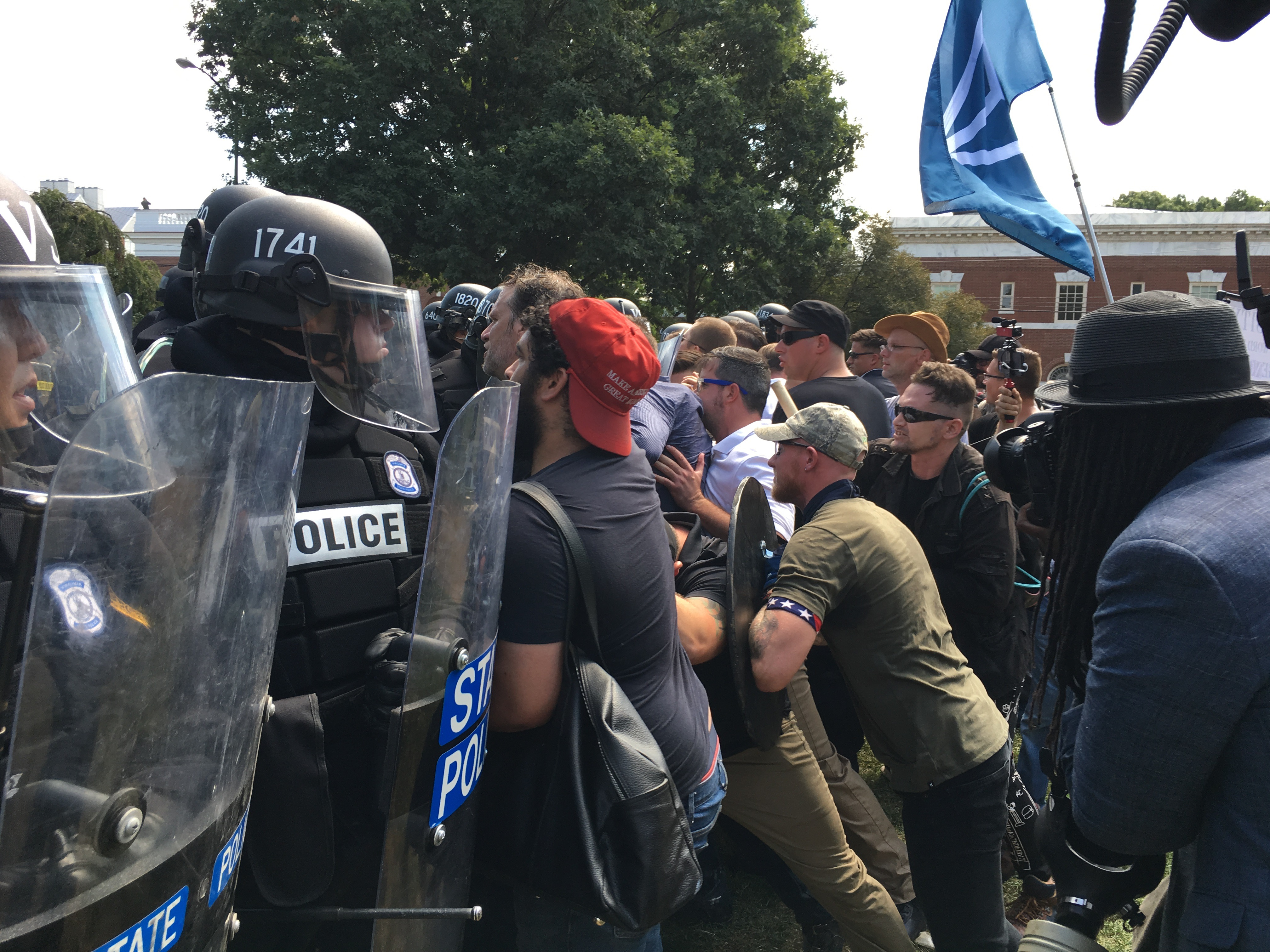
متظاهرين قوميين بيض يتعاركون مع الشرطة في مسيرة الوحدة اليمينية في مدينة شارلوتسفيل التي أدت إلى احتجاجات شارلوتسفيل عام 2017.

## آراؤه

### الرعاية الصحية
يدعم سبنسر سبل الإتاحة القانونية للإجهاض لأنه يعتقد جزئياً بتخفيضها من عدد الأشخاص السود والهسبان، وهو ما يعتبر أنه سيكون «نعمة كبيرة» للأناس البيض. كما يؤيّد سبنسر فكرة برنامج رعاية صحية شاملة بتمويل حكوميّ في الولايات المتَّحدة لأنه يعتقد أنَّ ذلك سيعود بالفائدة على البيض.

### الاقتصاد
يدعم سبنسر اعتماد نظام رعاية صحية حكومي يغطي تكاليف الرعاية الصحية الأساسية لجميع السكان في الولايات المتحدة لأنه يعتقد أن هذا النظام الصحي سيعود بالفائدة على الأناس البيض.

### العرق والإثنيات
بحسب تقارير مركز قانون الحاجة الجنوبي، يحاول سبنسر تأسيس وطن للبيض باستخدام «تطهير عرقي مسالم» ليحمي البيض من الاستبداد ودمار ثقافتهم الأوروبية طبقاً لاعتقاداته. وطالب بتأسيس دولة إثنية في القارة الأمريكية على شكل الإمبراطورية الرومانية." قبل استفتاء خروج المملكة المتحدة من الاتحاد الأوروبي، دعم سبنسر فكرة تجمع دول أوروبية لتكوّن إمبراطورية عرقية بديلة للهيمنة الأمريكية، وكان يشكك في أهداف الشكوكية الأوروبية."

### دونالد ترامب
دعم سبنسر دونالد ترامب في انتخابات الرئاسة الأمريكية عام 2016 ووصف انتخاب ترامب رئيساً للولايات المتحدة «انتصاراً للإرادة» وهي عبارة مستوحاة عن فيلم البروباغندا النازي «انتصار الإرادة» للمخرجة والكاتبة ليني ريفنستال والذي يعود لعام 1935. وفي ضوء تعيين ترامب لستيف بانون بمنصب كبير مستشاري البيت الأبيض للشؤون الاستراتيجية ومستشاراً رفيعاً للرئيس، قال سبنسر سيكون بانون في «أفضل موقع ممكن» ليفرض تأثيرهُ على سياسة الإدارة الأمريكية.

### النساء
ذكر سبنسر في تغريدة له على تويتر خلال الانتخابات الرئاسية الأمريكية عام 2016 أنه لا ينبغي على النساء اتخاذ قرارات في مجال السياسة الخارجية. كما صرح في مقابلة مع صحيفة واشنطن بوست عن اشتمال رؤيته لأمريكا كدولة قائمة على نظام إثني عودة النساء لشغل الأدوار التقليدية في المجتمع من مربيات أطفال وربات منزل. وعندما وجِه إليه سؤال خلال شهر أكتوبر من عام 2017 حول رأيه بشأن حق المرأة الأمريكية في التصويت بالانتخابات قال: «لا أعتقد أن ذلك شيء كبير بالضرورة» بعدما قال أنه لم يكن «متحمساً بشدة» للتصويت بصورة عامة.

### المثلية الجنسية
يعارض سبنسر الزواج من نفس الجنس، فقد وصفه بأنه «غير طبيعي» وقال: «ستعجب فكرة الزواج الأحادي قلة ضئيلة جداً من الرجال المثليين.» ولكن رغم معارضته للزواج من نفس الجنس فقد منع سبنسر الأشخاص المعارضين للمثليين من حضور المؤتمر السنوي لمعهد السياسة الوطنية سنة 2015.

### حرب العراق
يدّعي سبنسر قيامه بالتصويت لمرشح الحزب الديمقراطي جون كيري وليس لمرشح الحزب الجمهوري المنتهية ولايته جورج دبليو بوش في انتخابات الرئاسة الأمريكية عام 2004، لأن بوش كان «يمثل الحرب» على حد تعبيره.

## الحياة الشخصية
انتقل سبنسر للعيش في وايتفيش بولاية مونتانا خلال عام 2010، وقال أنه يمضي وقته متنقلاً ما يين وايتفيش ومقاطعة أرلنغتون بولاية فيرجينيا. كما قد قال أنه عاش في وايتفيش لمدة عشر سنوات ويعتبرها موطنه. وقام خلال عام 2017 باستئجار منزل في مدينة الإسكندرية بولاية فيرجينيا.
انفصل عن زوجته الأمريكية نينا كوبريانوفا ذات الأصول الجورجية-الروسية في شهر أكتوبر عام 2016، ولكنه انكر انفصاله عنها وأدَّعى أنهما ما زالا متزوجان. كانت كوبريانوفا قد ترجمت عدة كتب من تأليف المحلل السياسي الروسي ألكسندر دوغين والذي يشتهر بآرائه الفاشية. وجرى نشر هذه الكتب عبر دار نشر «ناشري قمة واشنطن» الذي يرأسه سبنسر.
اتهمته كوبريانوفا وفقًا لما ورد في وثائق الطلاق في أكتوبر عام 2018 بممارسة عدَّة أشكال من الإساءة بحقها. إذ كشفت كوبريانوفا للصحافة عن ما تعادل مدته ساعات من الرسائل النصيَّة والتسجيلات الصوتيَّة التي تثبت صحّة اِدِّعائاتها. ووثَّقت المستندات المرفوعة في المحكمة تعرُّضها للإساءة النفسيَّة والعاطفيَّة والابتزاز المادّيّ الذي غالبًا ما وقع أمام أطفالها، وذلك حتَّى في الوقت التي كانت فيه كوبريانوفا حاملًا بالشهر الرابع. كما أظهرت هذه المستندات أنَّ سبنسر أخبر زوجته بأنَّه «سيكسر أنفها اللعين»، وحثَّها على الانتحار، واعتذر في نفس الوقت عن إساءته الجسديَّة السابقة بحقها. أدلت المربية التي عملت عند الزوجين بشهادتها أمام المحكمة حول الإساءة التي قام بها سبنسر تجاهها وتجاه زوجته. هذا وقد أنكر سبنسر جميع هذه الادِّعاءات الموجَّهة إليه، وفي النهاية لم تتوصل المحكمة إلى إدانته.
سبنسر ملحد، ولكنه في ذات الوقت يعتبر نفسه «مسيحي الثقافة».

## روابط خارجية
- ريتشارد سبنسر على موقع IMDb (الإنجليزية)
- ريتشارد سبنسر على موقع قاعدة بيانات الفيلم (الإنجليزية)